# Plátanos (ort i Grekland, Nordegeiska öarna)
Plátanos (Platanos) är en ort i Grekland.   Den ligger i prefekturen Nomós Sámou och regionen Nordegeiska öarna, i den östra delen av landet, 270 km öster om huvudstaden Aten. Plátanos ligger 569 meter över havet och antalet invånare är 396. Den ligger på ön Samos.
Terrängen runt Plátanos är varierad. Havet är nära Plátanos åt sydväst. Närmaste större samhälle är Néon Karlovásion, 7,0 km nordväst om Plátanos. 